# Моховое (Кромской район)
Моховое — деревня в Кромском районе Орловской области. Входит в состав Гостомльского сельского поселения.

## История
В 1937 г. постановлением президиума ВЦИК селение Зиновьево переименовано в Мохово.

## Население
| 2002 | 2010 |
| ---- | ---- |
| 214  | ↘138 |

В посёлке родились:
- Куприн, Павел Тихонович (1908—1942), сотрудник МГБ СССР.
- Куприна, Нина Павловна (1929—2008), геолог.